# Britta Jänicke
Britta Jänicke, nata Britta Dornquast (Dortmund, 15 dicembre 1958), è un'ex atleta paralimpica tedesca.
Ha gareggiato nella categoria F46. Oltre all'atletica leggera, è stata anche giocatrice di pallamano.

## Biografia
Britta Jänicke vinse due medaglie d'oro ai Giochi paralimpici di Seul 1988 nel lancio del disco e nel lancio del giavellotto. A Barcellona 1992 decise di gareggiare nei 100 metri piani ma giunse soltanto settima. Ad Atlanta 1996 vinse una medaglia d'argento nel getto del peso e una medaglia di bronzo nel lancio del disco, mentre a Sydney 2000 vinse una medaglia d'oro nel getto del peso, facendo segnare il record mondiale, e una medaglia di bronzo nel lancio del disco.

## Palmarès
| Anno                                   | Manifestazione     | Sede    | Evento                            | Risultato | Prestazione | Note |
| -------------------------------------- | ------------------ | ------- | --------------------------------- | --------- | ----------- | ---- |
| In rappresentanza della Germania Ovest |                    |         |                                   |           |             |      |
| 1988                                   | Giochi paralimpici | Seul    | Lancio del disco A6/A8-9/L4       | Oro       | 29,36 m     |      |
| 1988                                   | Giochi paralimpici | Seul    | Lancio del giavellotto A6/A8-9/L4 | Oro       | 28,48 m     |      |
| In rappresentanza della Germania       |                    |         |                                   |           |             |      |
| 1996                                   | Giochi paralimpici | Atlanta | Getto del peso F42-44/46          | Argento   | 10,98 m     |      |
| 1996                                   | Giochi paralimpici | Atlanta | Lancio del disco F42-44/46        | Bronzo    | 32,28 m     |      |
| 2000                                   | Giochi paralimpici | Sydney  | Getto del peso F46                | Oro       | 11,93 m     |      |
| 2000                                   | Giochi paralimpici | Sydney  | Lancio del disco F46              | Bronzo    | 35,53 m     |      |